# Jana Pechanová
Jana Pechanová, née le 3 mars 1981 à Rakovník, est une nageuse tchèque spécialiste des épreuves en eau libre.

## Biographie
Jana Pechanová est vice-championne du monde en 2003 du 5 kilomètres en eau libre. Elle participe au 10 kilomètres aux Jeux olympiques de 2008 et 2012, terminant huitième et neuvième.

## Palmarès

### Jeux olympiques
| Épreuve / Édition          | Athènes 2004                     | Pékin 2008 | Londres 2012 |
| 800 mètres nage libre      | 19e                              |            |              |
| 10 kilomètres en eau libre | Épreuve inexistante à cette date | 8e         | 9e           |

### Championnats du monde
- Championnats du monde 2003 à Barcelone ( Espagne) :
  -  Médaille d'argent du 5 kilomètres en eau libre.

### Championnats d'Europe

#### En eau libre
- Championnats d'Europe 2000 à Helsinki ( Finlande) :
  -  Médaille de bronze du 5 kilomètres

- Championnats d'Europe 2006 à Budapest ( Hongrie) :
  -  Médaille de bronze du 5 kilomètres
  -  Médaille de bronze du 10 kilomètres

- Championnats d'Europe 2012 à Piombino (Italie) :
  -  Médaille de bronze du 5 km en eau libre
  -  Médaille de bronze du 5 km en eau libre par équipe mixte

#### En petit bassin
- Championnats d'Europe 2000 à Valence ( Espagne) :
  -  Médaille d'argent sur le 400 mètres nage libre
  -  Médaille de bronze sur le 800 mètres nage libre